# Туманов, Александр Дмитриевич
Александр Дмитриевич Туманов (4 июля 1923, село Шиханы, Саратовская губерния — 24 мая 1991, Белгород) — директор Чимкентского цементного завода, директор Белгородского цементного завода, Герой Социалистического Труда (1966). Заслуженный строитель РСФСР.

## Биография
Родился в 1923 году в крестьянской семье в селе Шиханы, Саратовская губерния. В 1941 году был призван в Красную Армию. Участвовал в Великой Отечественной войне. После демобилизации возвратился на родину. До 1948 года обучался в Вольском технологическом техникуме. С 1948 года работал мастером Эстонского монтажного участка в городе Кунде. С 1949 года работал на Вольском цементном заводе «Коммунар». Трудился мастером цеха помола, начальником цеха помола. За свою трудовою деятельность на заводе «Коммунар» был награждён Орденом Трудового Красного Знамени. В 1959 году переехал в Казахстан, где работал директором Сас-Тюбинского цементного завода. В 1960 году был назначен директором Чимкентского цементного завода имени Ленина.
Будучи директором Чимкентского цементного завода, Александр Туманов вывел его в передовые производства. За семь лет завод произвёл более 1 миллиона сверхпланового цемента. За эффективное управление производством был удостоен в 1966 году звания Героя Социалистического Труда.
Избирался депутатом Чимкентского областного совета народных депутатов.
В 1976 году был назначен директором Белгородского цементного завода. Приняв руководство заводом, вывел его в передовые производства. За время X пятилетки (1976—1981 гг.) на заводе было получено прибыли на 15,4 миллионов рублей.
В 1986 году вышел на пенсию. Скончался 24 мая 1991 года и был похоронен на городском кладбище на Аллее Героев.

## Награды
- Медаль «За боевые заслуги» (14.12.1943)
- Орден Красной Звезды (31.8.1944)
- Медаль «За отвагу» (24.2.1944)
- Герой Социалистического Труда (Указ Президиума Верховного Совета СССР от 28.7.1966)
- дважды Орден Трудового Красного Знамени
- Орден Ленина (1966)
- Орден Отечественной войны 2 степени (11.3.1985)
- Медаль «За освобождение Варшавы»
- Медаль «За победу над Германией в Великой Отечественной войне 1941—1945 гг.»